# سكوت دريجرس
سكوت دريجرس (بالإنجليزية: Scott Driggers) هو لاعب كرة يد أمريكي، ولد في 11 سبتمبر 1962 في بينساكولا في الولايات المتحدة.

## وصلات خارجية
- سكوت دريجرس على موقع أوليمبيديا (الإنجليزية)